# Angelica laevis
Angelica laevis là một loài thực vật có hoa trong họ Hoa tán. Loài này được J.Gay mô tả khoa học đầu tiên năm 1836.